# Stratiomys
Stratiomys är ett släkte av tvåvingar. Stratiomys ingår i familjen vapenflugor.

## Bildgalleri

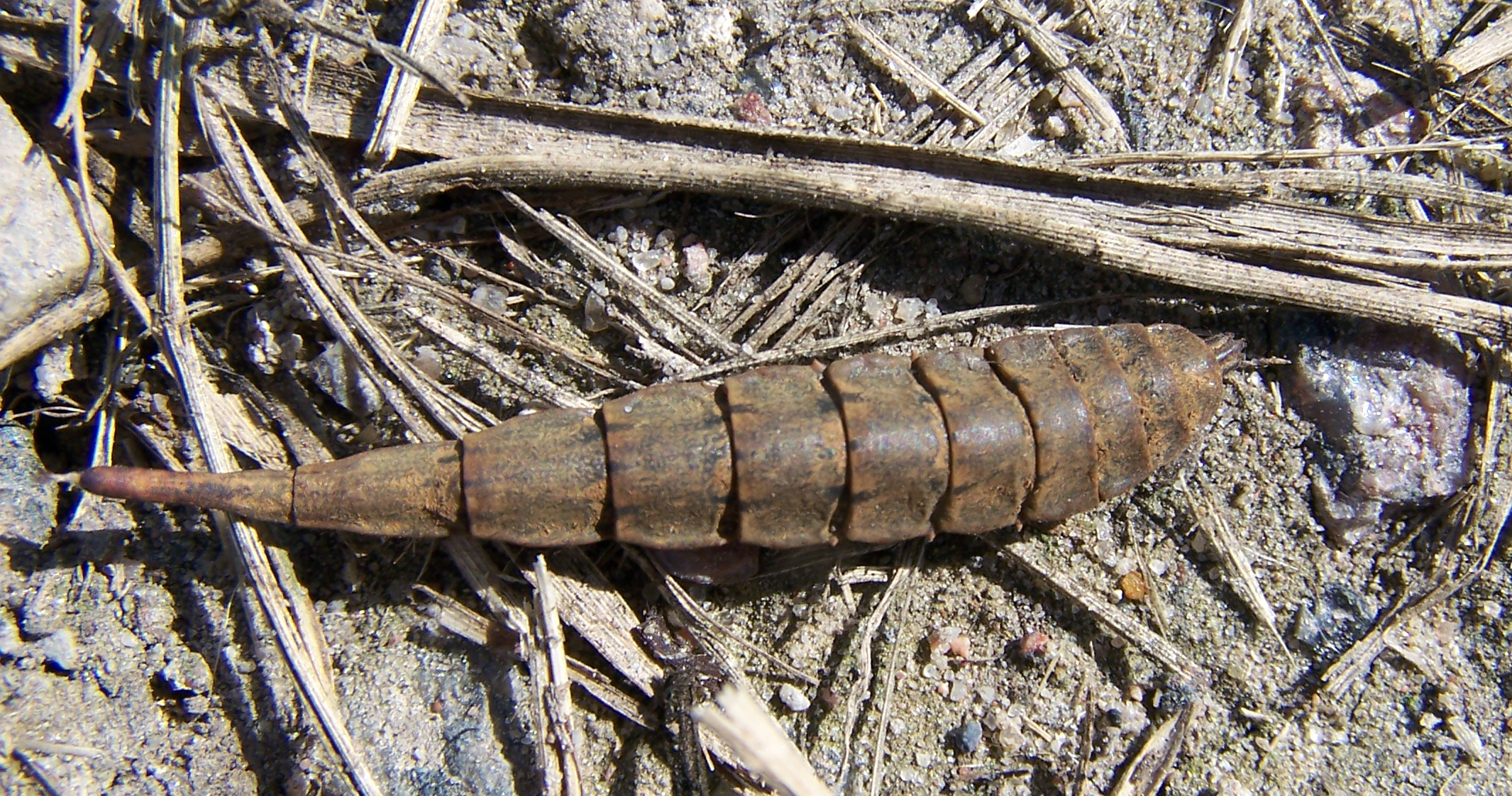

## Dottertaxa tillStratiomys, i alfabetisk ordning[1][2]
- Stratiomys adelpha
- Stratiomys africana
- Stratiomys analis
- Stratiomys annectens
- Stratiomys apicalis
- Stratiomys approximata
- Stratiomys armeniaca
- Stratiomys badia
- Stratiomys barbata
- Stratiomys barca
- Stratiomys beresowskii
- Stratiomys biguttata
- Stratiomys bochariensis
- Stratiomys browni
- Stratiomys bruneri
- Stratiomys canadensis
- Stratiomys cenisia
- Stratiomys chamaeleon
- Stratiomys choui
- Stratiomys concinna
- Stratiomys conica
- Stratiomys constricta
- Stratiomys currani
- Stratiomys diademata
- Stratiomys discalis
- Stratiomys discaloides
- Stratiomys dissimilis
- Stratiomys equestris
- Stratiomys fenestrata
- Stratiomys ferina
- Stratiomys floridensis
- Stratiomys fulvescens
- Stratiomys griseata
- Stratiomys hirsutissima
- Stratiomys hispanica
- Stratiomys hulli
- Stratiomys jamesi
- Stratiomys japonica
- Stratiomys koslowi
- Stratiomys laetimaculata
- Stratiomys laevifrons
- Stratiomys laticeps
- Stratiomys lativentris
- Stratiomys leucopsis
- Stratiomys licenti
- Stratiomys lindneriana
- Stratiomys lineolata
- Stratiomys longicornis
- Stratiomys longifrons
- Stratiomys lugubris
- Stratiomys maculosa
- Stratiomys mandshurica
- Stratiomys meigenii
- Stratiomys melanopsis
- Stratiomys melastoma
- Stratiomys micropilosa
- Stratiomys mongolica
- Stratiomys nevadae
- Stratiomys nigerrima
- Stratiomys nigrifrons
- Stratiomys nigriventris
- Stratiomys nobilis
- Stratiomys norma
- Stratiomys normula
- Stratiomys nymphis
- Stratiomys obesa
- Stratiomys ohioensis
- Stratiomys pallipes
- Stratiomys pardalina
- Stratiomys pellucida
- Stratiomys portschinskyana
- Stratiomys potamida
- Stratiomys potanini
- Stratiomys przwealskii
- Stratiomys reducta
- Stratiomys roborowskii
- Stratiomys rubricornis
- Stratiomys ruficornis
- Stratiomys rufipennis
- Stratiomys rufiventris
- Stratiomys sinensis
- Stratiomys singularia
- Stratiomys singularior
- Stratiomys tularensis
- Stratiomys wagneri
- Stratiomys validicornis
- Stratiomys velutina
- Stratiomys ventralis
- Stratiomys virens
- Stratiomys viridis
- Stratiomys vittipennis
- Stratiomys zarudnyi